# Christian Rohlfs

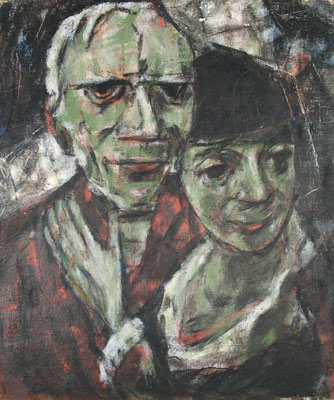
Autorretrato con mujer, de Christian Rohlfs (1921–22).

Christian Rohlfs (Groß Niendorf, Holstein, 22 de noviembre de 1849 - Hagen, 8 de enero de 1938) fue un pintor expresionista alemán. De formación académica, se dedicó principalmente al paisaje de estilo realista, hasta que desembocó en el expresionismo casi a los cincuenta años de edad. El hecho determinante para el cambio pudo ser su contratación en 1901 como profesor de la escuela-museo Folkwang de Hagen, donde pudo contactar con las mejores obras del arte moderno internacional. Así, a partir de 1902 empezó a aplicar el color de forma más sistemática, a la manera puntillista, con un colorido muy luminoso. Recibió más tarde la influencia de Van Gogh, con paisajes de pincelada rítmica y pastosa, en franjas onduladas, sin profundidad. Por último, tras una exposición de Die Brücke en el Folkwang en 1907, probó nuevas técnicas, como la xilografía y el linóleo, con acentuados contornos negros. Su temática era variada, aunque centrada en temas bíblicos y de la mitología nórdica. Miembro en 1924 de la Academia de las Artes de Prusia, fue expulsado por los nazis en 1937.